# سايغو تاكاموري
سايغو تاكاموري (باليابانية: 西郷 隆盛) عاش في الفترة بين (1877) هو قائد عسكري وسياسي ياباني، أحد الثلاثة الكبار مع أوكوبو توشيميتشي وكيدو تاكايوشي الذين قادوا الحركة استعراش مييجيالتي أسفرت على إعادة الحكم للإمبراطور والقضاء على النظام الإقطاعي القديم. كان في بداية أمره من المعارضين لمظاهر سلطة نظام الـشوغون، فقاد عدة حركات لإعادة السلطة الإمبراطورية، ثم انقلب في آخر حياته ضد حلفاءه فقاد حركة المعارضين وانتهى أمره بأن اختار الانتحار طواعية سوبوكوبعد هزيمته أتباعه.

## الولادة والنشأة
ولد في كاغوشيما، من عائلة متواضعة من الـساموراي، تلقى تربية تقليدية مشبعة بتعاليم المحاربين المحليين في منطقته، تابع دروسا تعليمية في المدرسة الرسمية لعشيرة الـشيمازو (島津)، أصحاب معقل ساتسوما (薩摩)، تعرف أثناءها على أوكوبو توشيميتشي (大久保 利通)، زميله في الدراسة. كان لـسايغو بنية قوية وقامة فارعة (كان من مصارعي الـسومو)، ساعده ذلك في أن يشتهر بين الناس بالهمة والنشاط، فأصبح محبوبا. قام بالانضمام إلى قوات معقله المناصرة للإمبراطور التي التي كانت تحارب قوات الـشوغون من أسرة الـ توكوغاوا. غادر سنة 1854 م ساتسوما برفقة شيمازو ناري-آكيرا سيد عشيرة شيمازو حكام المعقل المحلي (ساتسوما)، كانت وجهتهم العاصمة إيدو (اليوم طوكيو) للمشاركة في إحدى المناورات العسكرية الموجهة ضد قوات الـشوغون. توفي ناري-آكيرا سنة 1585، فأصبح سايغو مطاردا بعد الحملة التي شنها القائم بأعمال الشوغون إيي نا-أوسوكي ضد أتباع ناري-آكيرا. اضطر أثناء فراره من رجال شرطة الـشوغون إلى أن يلقي بنفسه ورفيقه دربه الكاهن غيشو في خليج كاغوشيما، كاد سايغو أن يلقى حتفه على أثرها، إلا أنه تم انتشاله وإعادة تنشيطه. أمضى الفترة التالية في المنفى في إحدى الجزر. قام أثناء منفاه بمساعدة مزارعي قصب السكر المحليين، كما أصبح ربا لعائلة صغيرة.

## قائد الجيوش
شمله العفو سنة 1861 فتم إطلاق سراحه، إلا أنه لم يطل به الحال حتى قام بحركة جديدة للسيطرة على العاصمة كيوتو (العاصمة الإمبراطورية)، كان قد استبق في ذلك سيده الجديد شيمازو هيزاميستيو والذي كان يطمح إلى قيادة هذه الحركة بنفسه، فغضب الأخير عليه. وجد سايغو نفسه مرة أخرى في المنفى، وطال به الأسر حتى 1864 م. تم الصفح عنه مجددا، فعين رئيسا لمجلس الحرب في معقل ساتسوما (薩摩) ثم موفدا مع أوكوبو توشيميتشي إلى البلاط الإمبراطوري في كيوتو. قاد سايغو القوات التي واجهت جماعة المتشديدين من معقل تشوشو والذين حاولوا اقتحام القصر الإمبراطوري. أعلنت هدنة بين البلاطين (الـشوغوني والإمبراطوري)، فأرسل سايغو على رأس جيش موحد لتأديب معقل تشوشو، ثم فتح على أثرها الباب للتفاوض مع ممثلين عن هذا المعقل. مع قيام حملة ثانية سنة 1866 م ضد نفس المعقل أوعز سايغو لأصحابه في ساتسوما بالتزام الحياد حتى تهدأ الأمور.

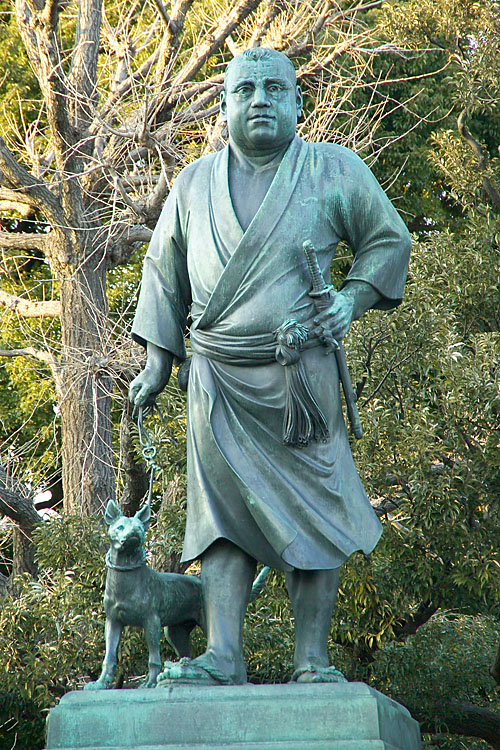
تمثال أقيم على شرف سايغو تاكاموري في حديقة أوينو والتي تعتبر من أكبر الحدائق العامة في العاصمة طوكيو.

بعد انهيار النظام القديم واستقالة الـشوغون، تولى سايغو قيادة القوات النظامية، فقضى على الثورات في كل من توبا وفوشيمي، كما نظم عملية الانتقال السلمي للسلطة في إيدو (والتي أصبحت تسمى طوكيو)، كما أصر على يتم العفو عن كامل أفراد جيش الـشوغون السابق.
بعد إشرافه على عملية نقل السلطة إلى الإمبراطور مييجي (موتسو هيتو)، رفض كل التشريفات التي عرضت عليه فاعتزل السياسة والحكم وانسحب إلى مقاطعته الأصلية. بعد إلحاح الحكومة الجديدة، عاد إلى طوكيو سنة 1871 ليرأس حكومة انتقالية بعدما غادر أوكوبو والعديد من كبار المسئولين البلاد إلى الغرب. أصبح القائد الأعلى للقوات سنة 1872 ثم رقي إلى رتبة مارشال في العام الموالي 1873. بعدما قامت كوريا بإهانة اليابان سنة 1873، أصر سايغو على شن الحرب عليها، وأمام رفض الحكومة القاطع لفكرته لم يجد أمامه خيار آخر غير الاستقالة.

## الساموراي الأخير
عاد مجددا إلى ساتسوما وقام بتأسيس مدارس حربية حتى يشغل أتباعه من رجال الـساموراي السابقين. علمت الحكومة بالأمر فأرسلت سفينة حربية في مهمة تجريد دار الصناعة الحربية في ميناء كاغوشيمكا من الأسلحة. بعد هذه العملية ثارت ثائرة أتباع سايغو على الحكومة، كان العديد منهم حانقا على الإمبراطور والحكومة بعد الإجراءات التي تم اتخاذها ضدهم منذ 1868 (تجريدهم من الأراضي، الرواتب والحق في حمل السلاح). تطورت الأمور وأصبحت ثورة مفتوحة على النظام الجديد. غادر سايغو كاغوشيما والتحق بالثوار، أصبح زعميهم الجديد، كان قد اقتنع باستبداد وفساد أوكوبو وحكومته. بعد عدة أشهر من المعارك المتواصلة ضد جيش من النظاميين، حوصرت قوات الثوار بالقرب من مغارة في كاغوشيما. خاض شائيغو وأتباعه معركتهم الأخيرة يوم 24 سبتمبر 1877 م، جرح على أثرها، وتأكد من هزيمته المحقة، ففضل أن ينتحر طواعية (سوبوكو أو هاراكيري)، قام أتباعه باغتيال رئيس الحكومة أوكوبو توشيميتشي سنة 1878 لمسؤوليته في مصرع قائدهم.
سنة 1891 م قامت الحكومة اليابانية بإصدار مرسوم عفو عن سايغو نظرا لأعماله الجليلة وتفانيه في خدمة وطنه، أصبح يلقب باسم سايغو الكبير كما يعده اليابانيون من الأبطال القوميين.

## اقرأ أيضا
- فترة مييجي

## روابط خارجية
- سايغو تاكاموري على موقع الموسوعة البريطانية (الإنجليزية)